# Salival
Salival is een speciale uitgegeven box set van de Amerikaanse rock- en metalband Tool. De box set bevat een album met live gespeelde nummers van de band zelf maar ook 2 covers, namelijk You Lied van Peach en No Quarter van Led Zeppelin, een dvd met vijf videoclips van de band en een 56 bladzijden tellend boek met foto´s van de band.

## Tracklist
1. Third eye (live) - 14:05
2. Part of me (live) - 3:32
3. Pushit (live) - 13:56
4. Message to Harry Manback II
5. Merkaba (live) - 9:48
6. You lied (live) (Peach) - 9:17
7. No quarter (Led Zeppelin) - 11:12
8. LAMC (bevat de hidden track Maynard’s dick) - 10:53

## Videoclips
1. Ænema – 6:39
2. Stinkfist – 5:09
3. Prison Sex – 4:56
4. Sober – 5:05
5. Hush – 2:48

## Bezetting
- Danny Carey - Drums
- Justin Chancellor - Bass
- Maynard James Keenan - Vocals
- Adam Jones - Gitaar